# Francisco de Bobadilla
Pour les articles homonymes, voir Bobadilla (homonymie).
Francisco de Bobadilla (mort en 1502) était un administrateur colonial espagnol des Indes occidentales à l'époque des Grandes découvertes.

## Biographie
En 1499, membre de l'Ordre de Calatrava, Bobadilla succède à Christophe Colomb en tant que gouverneur des nouveaux territoires d'Amérique. Dès son arrivée sur l'île d'Hispaniola (Saint-Domingue) en août 1500, Bobadilla accuse les frères Colomb de mauvaise gestion et les fait arrêter puis renvoyer en Espagne. Il accélère l'encomienda des Indiens, c'est-à-dire la répartition des Indiens entre les colons, et distribue des terres aux colons espagnols qui commencent à arriver sur l'ile.
Lors du voyage de retour, alors que la flotte vient à peine de quitter Saint-Domingue, son bateau et dix-huit autres sont pris dans un ouragan et coulent.
En 1502, il est remplacé en tant que gouverneur d'Hispaniola par Nicolás de Ovando.